# Tala Rugby Club
Maillots
Le Tala Rugby Club est un club omnisports qui dispose en son sein d'une section rugby à XV et est situé dans la Province de Córdoba en Argentine.

## Histoire
Le club est fondé en 1944 et est affilié à l'Unión Cordobesa de Rugby. L'équipe participe actuellement au Torneo del Córdoba - Copa Citi qu'elle remporte pour la première fois en 1971.

## Palmarès
- Vainqueur du Torneo del Centro en 2007 et 2008.
- Vainqueur du Tournoi de l'Intérieur en 2004.
- Vainqueur du Torneo del Córdoba à 18 reprises entre 1971 et 2007.